# 강소희
강소희(1986년 6월 19일 ~)는 대한민국의 발레 무용수이자 근대 무용가이다.

## 학력
- 한양대학교 무용학과 (졸업)

## 가족 사항
- 아버지: 강수한
- 어머니: 이현숙
- 배우자: 비공개 남편
  - 아들: 이든
  - 언니: 강미희
  - 남동생: 강준모